# Antônio e Cleópatra

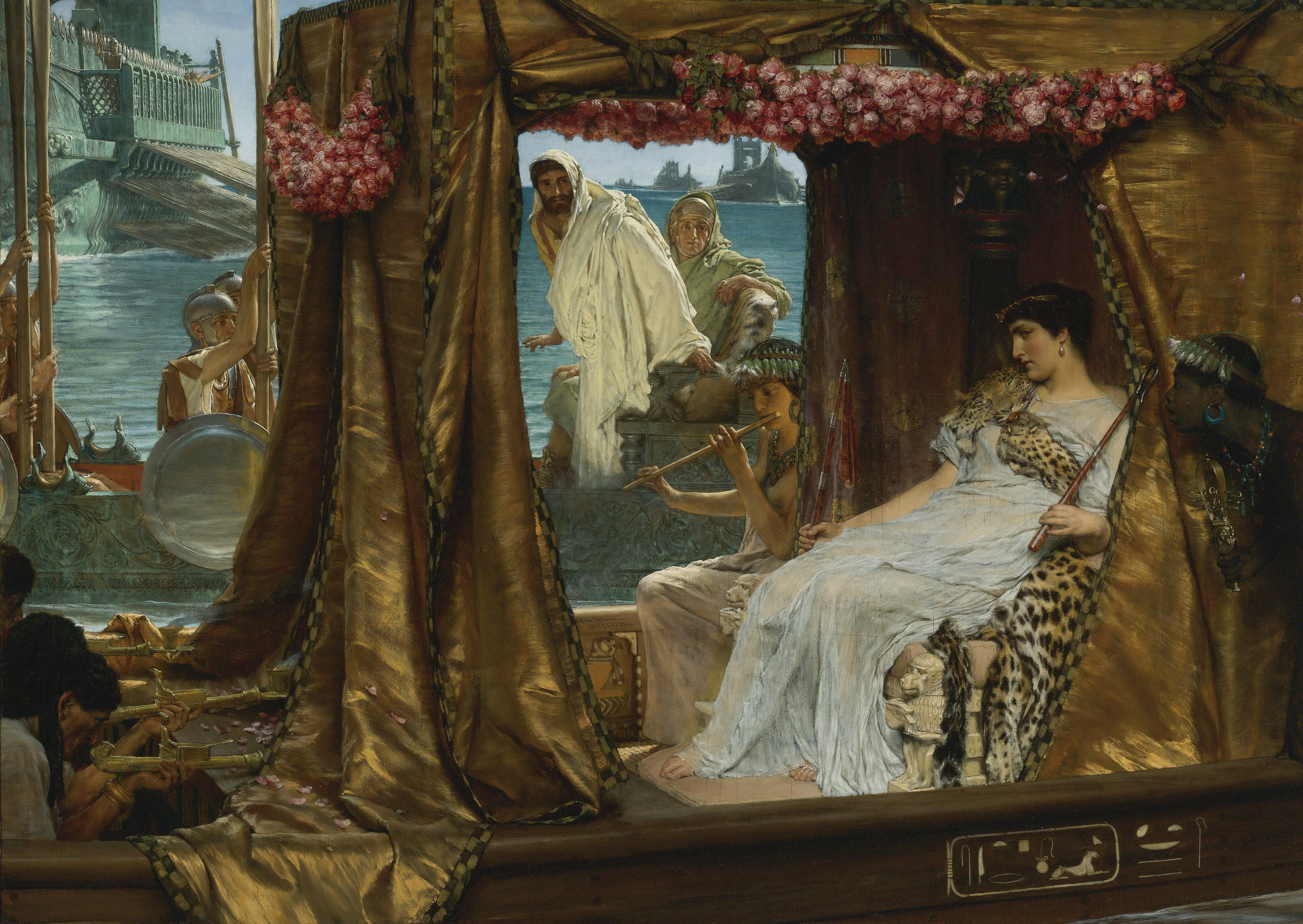
Antônio e Cleópatra, por Lawrence Alma-Tadema

Antony and Cleopatra (The Tragedy of Antony and Cleopatra, no original em inglês; em português: A tragédia de Antônio e Cleópatra) é uma peça de teatro escrita por William Shakespeare, dramaturgo inglês, que pertence ao gênero da tragédia histórica ou épica.
Os cinco atos de Marco Antônio e Cleópatra são repletos de intrigas políticas mescladas a fervorosas declarações de amor, onde está presente toda linguagem monumental de Shakespeare.
Produzida em 1607 – já quando a obra do autor inglês estava em uma fase plena e madura –, esta tragédia tem como tema a relação entre o militar romano Marco Antônio e Cleópatra, a célebre rainha do Egito.
O casal sonhava com o estabelecimento de um grandioso império no Oriente, mas seus planos são interrompidos. Com o pretexto da morte de sua esposa Fúlvia, Marco Antônio – que vivia no Egito com a amante – é chamado de volta a Roma; na verdade por motivos políticos. Lá, se vê obrigado a se casar com Otávia, irmã de Otávio Augusto, um dos líderes do Império Romano, que usa esse casamento como estratégia para manter Marco Antônio mais próximo ao governo.
Ao tomar conhecimento da união, Cleópatra envia a Roma a falsa notícia de que cometera suicídio, e Marco Antônio, apaixonado e desiludido, põe fim à própria vida. A rainha, sabendo disso, encomenda a seus criados a víbora que lhe destilaria o veneno mortal.